# Число Маха

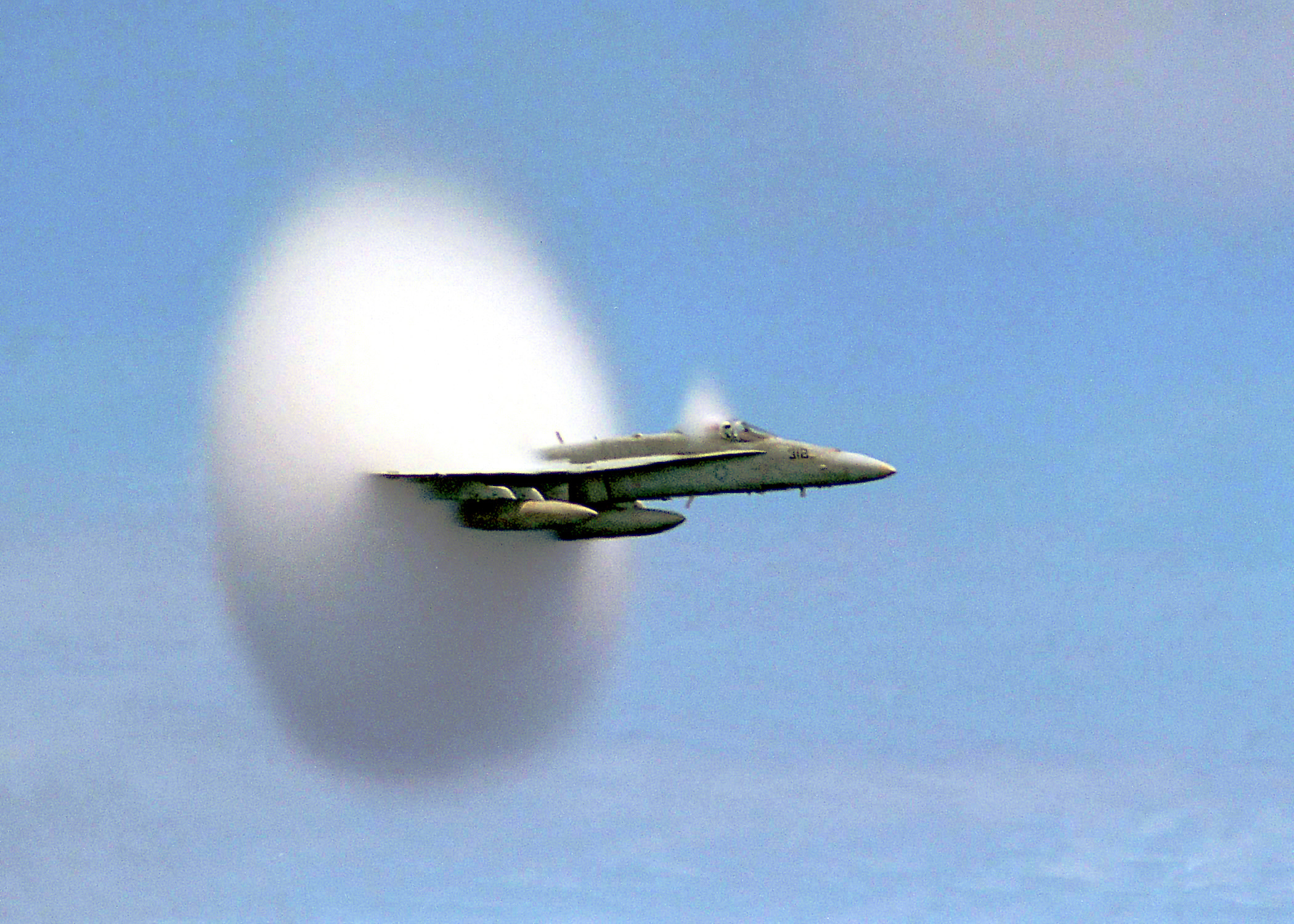
Ударна хвиля в повітрі при числі Маха ≈ M1. Поширена помилка, що виникнення хмари внаслідок ефекту Прандтля — Глоерта означає, що саме в цей момент літак долає «звуковий бар'єр». Прояв цього ефекту залежить від співвідношення між швидкістю літака, вологістю повітря і температурою останнього. Конденсація пари викликана градієнтом температури в ділянці ударної хвилі.

Число Маха ({\displaystyle Ma} або {\displaystyle \ M}) — характеристичне число, що визначається відношенням швидкості руху тіла в рідині чи газі до швидкості звуку в цьому середовищі.
Швидкість звуку в газі змінюється залежно від його природи та температури, а число Маха не відповідає якійсь певній швидкості, воно залежить від місцевих умов.

## Опис
Число М визначає ступінь стиснення повітря і характер пов'язаних із цим змін в обтіканні літака зустрічним потоком. Оскільки з підйомом на висоту швидкість звуку зменшується, то польотам з тією ж швидкістю відносно землі на різних висотах відповідають відмінні числа М.
{\displaystyle \ M={\frac {v}{a}}},
де:
{\displaystyle \ v} — швидкість тіла відносно потоку,
{\displaystyle \ a} — швидкість звуку
Процеси, для яких число Маха більше за 1, називають надзвуковими.
Число Маха назване на честь австрійського фізика Ернста Маха.
Число Маха виконує роль одиниці швидкості в аеродинаміці. На відміну від інших одиниць, позначення «M» ставиться перед числом, яке позначає швидкість. Так, наприклад, M2 означає швидкість (наприклад, літака), вдвічі більшу від швидкості звуку.
Область обмеження звукових хвиль у середовищі, утворених об'єктами в умовах їхнього відносного руху на надзвукових швидкостях, має назву «конус Маха».
Число Маха є основним показником руху газу і визначає, чи буде потік у певній точці дозвуковим (M < 1), звуковим (M = 1) або надзвуковим (M > 1). Якщо де-небудь у потоку газу швидкість v стане рівною місцевій швидкості звуку c* p, то така швидкість газу v = c* p називається критичною. Відношення швидкості потоку у певній точці до однакової для всього потоку загалом критичної швидкості v/c* р. =M* р. називають швидкісним коефіцієнтом.

## Загальні положення
Мах зазвичай застосовується для предметів, що рухаються з високою швидкістю в повітрі, а також заради дослідження швидкоплинних потоків всередині сопел, дифузорів або аеродинамічних труб. За температури 15 °C швидкість 1 M в атмосфері дорівнює 340,3 м/с (1225 км/год). Число Маха не є сталою величиною, оскільки залежить від температури. Через це в стратосфері воно помітно не змінюється з висотою, навіть коли тиск повітря у цьому разі змінюється.
Це число широко використовується в аеронавтиці для порівняння поведінки потоків навколо літака за різних умов. Це можливо через те, що поводження обтікання повітря навколо об'єкта подібне, доки його число Маха однакове. Таким чином, літак, який летить зі швидкістю в 1 Мах, відчуватиме однакові ударні хвилі незалежно від того, перебуває він на рівні моря (340,3 м/с, 1225,080 км/год) або на висоті 11 000 метрів (295 м/с, 1062 км/год), навіть якщо у другому випадку його швидкість становить 86,7 % від швидкості першого.
Класифікація режимів, зокрема гіперзвуковий режим, не є перебірливою: для дуже високих M (технічна межа залежить від форми рухомого пристрою — загалом це M > 5) ударні хвилі мають таку величину, що повітря за ними розкладається, і перестає бути повітрям із властивостями прийнятими для нього, перетворюючись на дисоційовану суміш газів з електрично зарядженими шарами, хоча загалом нейтральною — котра перестає поводитися так само, як до цього повітря.
Доведено, що число Маха є ще співвідношенням сил інерції (також стосуються аеродинамічних сил) і сил пружності.

## Види обтікання летючого об'єкта
Відомо, що за нормальної температури та в повітрі, швидкість звуку становить близько 340 м/с, або 1224 км/год.
Загалом, за винятком перешкоди, цей стрибок поширюється однаково в усіх напрямках. Отже, він опиняється за одну секунду розкиданим на сфері радіусом 340 метрів. Оскільки поверхня кулі пропорційна квадрату її радіуса, інтенсивність збурення дуже швидко зменшується з відстанню: це основна причина ослаблення звуку, набагато важливіша, ніж в'язкість.

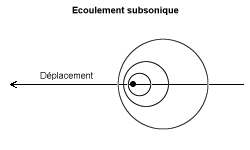
Дозвукові збурення

Далі летючий об'єкт, що рівномірно рухається зі швидкістю V, буде порівнюватися з точкою. Насправді ж аналіз дійсний на певній відстані від об'єкта, зазвичай у декілька десятків разів більшій за його розмір.

### Дозвуковий потік
Якщо V < a (тобто Ma < 1), летючий об'єкт має швидкість, нижчу за швидкість збільшення сфер збурення, які він створює кожної миті. Крім того, він постійно перебуває всередині створених раніше.
Кожен може відчути це явище: нерухомий спостерігач відчуває дуже слабкий звук перших дуже розширених сфер, потім гучність збільшується, поки летючий об'єкт не наблизиться, і, нарешті, зменшується, аж до згасання.

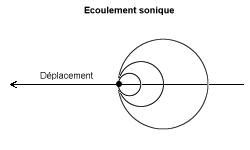
Звукові збурення

До того ж зміщення точки випромінювання куль збурення викликає ефект Доплера.

### Звуковий потік
Якщо Ma = 1, летючий об'єкт постійно прилипає до передньої частини всіх сфер, створених раніше, які, зрештою, усі виявляються дотичними до площини, перпендикулярної до руху летючого об'єкта.
Накладення безлічі малих збурень створює одне велике збурення, яке значно збільшує опір повітря: це звуковий бар'єр.

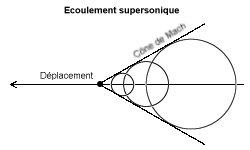
Надзвукові збурення

### Надзвуковий потік
Коли Ma > 1, летючий об'єкт, навпаки, залишає за собою всі кулі збурення. Просте міркування показує, що всі вони дотичні до конуса, який називається конусом Маха. Кут цього конуса можна обчислити простою геометрією. Це суворо задано співвідношеннями Ренкіна — Гюгоніо.

## Швидкісний потік у проході
Коли потік у руслі стає надзвуковим, відбувається одна суттєва зміна. Збереження масової швидкості потоку змушує очікувати, що зменшення перерізу каналу потоку збільшить швидкість потоку (тобто звуження каналу призводить до швидшого повітряного потоку), і на дозвукових швидкостях це справедливо. Однак коли потік стає надзвуковим, співвідношення площі потоку та швидкості змінюється на протилежне: розширення каналу насправді збільшує швидкість.
Очевидним підсумком є те, що для розгону потоку до надзвукової швидкості, потрібне звужено-розширене сопло, де звужена ділянка пришвидшує потік до звукових швидкостей, а розширена частина продовжує розгін. Такі сопла називаються соплами Лаваля, і у надзвичайних випадках, вони здатні досягати гіперзвукової швидкості 13 Махів — 15 900 км/год за температури 20 °C.
Махометр літака або електронна система польотної інформації (EFIS) може показувати число Маха, отримане від тиску застою (трубка Піто) і статичного тиску.